# ريدجفيلد
ريدجفيلد (واشنطن) (بالإنجليزية: Ridgefield, Washington)‏ هي مدينة تقع في الولايات المتحدة في مقاطعة كلارك، واشنطن. يقدر عدد سكانها بـ 4,763 نسمة ومساحتها 18.60 كم2 وترتفع عن سطح البحر 34 متر.

## التركيبة السكانية
قام مكتب تعداد الولايات المتحدة بتحديد بيانات التركيبة السكانية لريدجفيلدفي تعداد الولايات المتحدة. في ما يلي، التركيبة السكانية حسب تعدادي 2000 و2010.

### تعداد عام 2000
بلغ عدد سكان ريدجفيلد 2,147 نسمة بحسب تعداد عام 2000، وبلغ عدد الأسر 739 أسرة وعدد العائلات 557 عائلة مقيمة في المدينة. في حين سجلت الكثافة السكانية 420.8 نسمة لكل ميل مربع (162.5/كم2). وبلغ عدد الوحدات السكنية 777 وحدة بمتوسط كثافة قدره 152.3 نسمة لكل ميل مربع (58.8/كم2).
وتوزع التركيب العرقي للمدينة بنسبة 95.16% من البيض و 1.12% من الأمريكيين الأصليين و 0.70% من الأمريكيين ذوي الأصول الآسيوية و 0.05% من سكان جزر المحيط الهادئ و 0.28% من الأمريكيين الأفارقة و 0.23% من الأعراق الأخرى و 2.47% من عرقين مختلطين أو أكثر. فيما شكل الهسبانيون أو اللاتينيون من أي عرق نسبة 1.77% من السكان.
بلغ عدد الأسر 739 أسرة كانت نسبة 43.8% منها لديها أطفال تحت سن الثامنة عشر تعيش معهم، وبلغت نسبة الأزواج القاطنين مع بعضهم البعض 58.6% من أصل المجموع الكلي للأسر، ونسبة 11.8% من الأسر كان لديها معيلات من الإناث دون وجود شريك، وكانت نسبة 24.6% من غير العائلات. تألفت نسبة 18.8% من أصل جميع الأسر من أفراد ونسبة 8.0% كانوا يعيش معهم شخص وحيد يبلغ من العمر 65 عاماً فما فوق. وبلغ متوسط حجم الأسرة المعيشية 3.18، أما متوسط حجم العائلات فبلغ 2.82.
بلغ العمر الوسطي للسكان 36 عاماً. وكانت نسبة 7.6% بين الثامنة عشر والأربعة وعشرون عاماً، ونسبة 29.6% كانت واقعةً في الفئة العمرية ما بين الخامسة والعشرون حتى والأربعة وأربعون عاماً، ونسبة 22.4% كانت ما بين الخامسة والأربعون حتى الرابعة والستون، ونسبة 10.7% كانت ضمن فئة الخامسة والستون عاماً فما فوق. يوجد لكل 100 أنثى 98.1 ذكر، ويوجد لكل 100 أنثى في الثامنة عشر من عمرها فما فوق 94.8 ذكر.
بلغ متوسط دخل الأسرة في المدينة 46,012 دولار، أما متوسط دخل العائلة فبلغ 51,121 دولار. وكان متوسط دخل الذكور 38,125 دولار مقابل 27,426 دولار للإناث. وسجل دخل الفرد الخاص بالمدينة 21,696 دولار. وكانت نسبة 4.4% من العائلات ونسبة 6.3% من السكان تحت خط الفقر، وكان من هؤلاء نسبة 6.6% تحت سن الثامنة عشر ونسبة 9.0% في الخامسة والستين من العمر وما فوق.

### تعداد عام 2010
بلغ عدد سكان ريدجفيلد 4,763 نسمة بحسب تعداد عام 2010، وبلغ عدد الأسر 1,591 أسرة وعدد العائلات 1,258 عائلة مقيمة في المدينة. في حين سجلت الكثافة السكانية 672.7 نسمة لكل ميل مربع (259.7/كم2). وبلغ عدد الوحدات السكنية 1,695 وحدة بمتوسط كثافة قدره 239.4 لكل ميل مربع (92.4/كم2).
وتوزع التركيب العرقي للمدينة بنسبة 92.4% من البيض و 0.8% من الأمريكيين الأصليين و 2.0% من الأمريكيين ذوي الأصول الآسيوية و 0.1% من سكان جزر المحيط الهادئ و 0.9% من الأمريكيين الأفارقة و 2.8% من عرقين مختلطين أو أكثر.
بلغ عدد الأسر 1,591 أسرة كانت نسبة 48.1% منها لديها أطفال تحت سن الثامنة عشر تعيش معهم، وبلغت نسبة الأزواج القاطنين مع بعضهم البعض 62.0% من أصل المجموع الكلي للأسر، ونسبة 11.6% من الأسر كان لديها معيلات من الإناث دون وجود شريك، بينما كانت نسبة 5.5% من الأسر لديها معيلون من الذكور دون وجود شريكة وكانت نسبة 20.9% من غير العائلات. تألفت نسبة 16.2% من أصل جميع الأسر من أفراد ونسبة 6.1% كانوا يعيش معهم شخص وحيد يبلغ من العمر 65 عاماً فما فوق. وبلغ متوسط حجم الأسرة المعيشية 3.34، أما متوسط حجم العائلات فبلغ 2.99.
بلغ العمر الوسطي للسكان 32.4 عاماً. وكانت نسبة 33.5% من القاطنين تحت سن الثامنة عشر، وكانت نسبة 6.2% بين الثامنة عشر والأربعة وعشرون عاماً، ونسبة 29.7% كانت واقعةً في الفئة العمرية ما بين الخامسة والعشرون حتى والأربعة وأربعون عاماً، ونسبة 22.9% كانت ما بين الخامسة والأربعون حتى الرابعة والستون، ونسبة 7.7% كانت ضمن فئة الخامسة والستون عاماً فما فوق. وتوزع التركيب الجنسي للسكان بنسبة 49.9% ذكور و50.1% إناث.